# Epiblema iowana
Epiblema iowana es una especie de polilla del género Epiblema, familia Tortricidae.
Fue descrita científicamente por McDunnough en 1935.

## Distribución
Se encuentra en Iowa.